# Liste der Monuments historiques in Oudrenne
Die Liste der Monuments historiques in Oudrenne führt die Monuments historiques in der französischen Gemeinde Oudrenne auf.

## Liste der Objekte
| Bezeichnung                | Beschreibung                                                     | Standort                            | Kennzeichnung | Schutzstatus | Datum | Bild |
| -------------------------- | ---------------------------------------------------------------- | ----------------------------------- | ------------- | ------------ | ----- | ---- |
| Orgel                      | Ensemble aus PM57000747 und PM57000748                           | in der Kirche Ste-Marguerite (Lage) | PM57000746    | Classé       | 1998  |      |
| Orgelprospekt              | um 1730, Jean Nollet zugeschrieben; 1876 in Oudrenne aufgestellt | in der Kirche Ste-Marguerite (Lage) | PM57000747    | Classé       | 1998  |      |
| Instrumentalteil der Orgel | um 1730, Jean Nollet zugeschrieben; 1876 in Oudrenne aufgestellt | in der Kirche Ste-Marguerite (Lage) | PM57000748    | Classé       | 1998  |      |